# Altavilla Irpina
Altavilla Irpina é uma comuna italiana da região da Campania, província de Avellino, com cerca de 4.307 habitantes. Estende-se por uma área de 14 km², tendo uma densidade populacional de 308 hab/km². Faz fronteira com Arpaise (BN), Ceppaloni (BN), Chianche, Grottolella, Petruro Irpino, Pietrastornina, Prata di Principato Ultra, Sant'Angelo a Scala, Tufo.

## Demografia
| Variação demográfica do município entre 1861 e 2011                               |
|                                                                                   |
| Fonte: Istituto Nazionale di Statistica (ISTAT) - Elaboração gráfica da Wikipedia |